# Cataponeralijster
De cataponeralijster (Turdus turdoides synoniem: Cataponera turdoides) is een zangvogel uit het geslacht Turdus uit de familie lijsters (Turdidae).  Het is een endemische vogelsoort uit Celebes.

## Taxonomie
De wetenschappelijke naam van het geslacht is voor het eerst geldig gepubliceerd in 1896 door Hartert als een soort uit het monotypische geslacht Cataponera. Uit onderzoek, gepubliceerd in 2021 blijkt dat plaatsing in het geslacht Turdus van deze soort meer voor de hand ligt.

## Verspreiding en leefgebied
De cataponeralijster komt alleen voor in montane bossen op het eiland Celebes en telt 4 ondersoorten:
- T. t. abditiva: het noordelijke deel van Midden-Celebes.
- T. t. tenebrosa: zuidelijk Celebes.
- T. t. turdoides: zuidwestelijk Celebes.
- T. t. heinrichi: zuidoostelijk Celebes.

## Status
De vogel heeft nog een vrij groot, maar verbrokkeld verspreidingsgebied. De kans op de status kwetsbaar (voor uitsterven) gering. De grootte van de populatie is niet gekwantificeerd en de vogel is niet algemeen en neemt in aantal af. Echter, het tempo ligt onder de 30% in tien jaar (minder dan 3,5% per jaar). Om deze redenen staat deze lijster als niet bedreigd op de Rode Lijst van de IUCN.